# Kurt Rheindorf
Kurt Rheindorf (* 1. September 1897 in Essen; † 4. Mai 1977 in Bad Salzuflen) war ein deutscher Historiker.

## Leben
Nach der Promotion 1921 zum Dr. phil. in Bonn erwarb er 1923 die Venia legendi für Mittlere und Neuere Geschichte an der Goethe-Universität in Frankfurt am Main. 1932 wurde er zum nichtbeamteten außerordentlichen Professor ernannt. 1933 wurde er in Schutzhaft genommen, unter anderem wegen des Vorwurfs als Leiter der Studentenhilfe kommunistische und jüdische Studierende bevorzugt zu haben. Rheindorf wurde als Dozent beurlaubt und erhielt ein Aufenthaltsverbot für Frankfurt/Main. Er zog nach Berlin und wurde 1935 aus dem Lehrkörper der Goethe-Universität gestrichen. Später arbeitete er zeitweise mit dem Sicherheitsdienst der SS zusammen. 1939 wurde er als Hauptmann der Luftwaffe eingezogen. 1940 wurde wegen Wehrkraftzersetzung in einem Verfahren unter Kriegsgerichtsrat Manfred Roeder verurteilt. Anschließend war er wissenschaftlicher Hilfsarbeiter im Politischen Archiv des Auswärtigen Amtes. 1948 erhielt er durch Vermittlung des niedersächsischen Kultusministers Adolf Grimme ein Forschungsstipendium. Von 1951 bis 1954 war er historischer Berater des Bundesamts für Verfassungsschutz. Seit 1955 war er Gutachter und freier Forscher.

## Schriften (Auswahl)
- England und der Deutsch-Französische Krieg 1870/71. Ein Beitrag zur englischen Politik in der Zeit des Überganges vom Manchestertum zum Imperialismus. Mit Benutzung bisher unveröffentlichten Materials. Bonn 1923.
- Die Schwarze-Meer-(Pontus-)Frage vom Pariser Frieden von 1856 bis zum Abschluß der Londoner Konferenz von 1871. Ein Beitrag zu den orientalischen Fragen und zur Politik der Großmächte im Zeitalter Bismarcks. Berlin 1925.
- mit Walter Platzhoff und Johannes Tiedje: Bismarck und die Nordschleswigsche Frage 1864–1879. Die diplomatischen Akten des Auswärtigen Amtes zur Geschichte des Artikels V des Prager Friedens. Berlin 1925.